# Bonnes (Charente)
Pour les articles homonymes, voir Bonnes.
Bonnes (prononcer [bɔn]) est une commune du Sud-Ouest de la France située dans le département de la Charente (région Nouvelle-Aquitaine).
Ses habitants sont appelés les Bonnois et les Bonnoises.

## Géographie

### Localisation et accès
Bonnes est une commune du Sud Charente, située à 3,5 km au sud d'Aubeterre-sur-Dronne et dans la vallée de la Dronne qui sépare le département de la Charente de celui de la Dordogne.
Bonnes, située à 45 km au sud d'Angoulême, est aussi à 4 km de Saint-Aulaye, 9 km de Chalais, 15 km de Ribérac, 45 km de Périgueux et 72 km de Bordeaux.
La commune est principalement desservie par la D 17, route de Villebois-Lavalette à Saint-Aulaye par Aubeterre. Des routes départementales transversales de moindre importance traversent aussi la commune, comme la D 139 qui passe au bourg et traverse la Dronne, la D 77 au sud et la D 137 au nord.
La gare la plus proche est celle de Chalais, desservie par des TER à destination d'Angoulême et de Bordeaux.

### Hameaux et lieux-dits
Hormis le bourg, la commune ne compte pas de hameau important, mais de nombreuses fermes : Nadelin, le Fraisse, la Gauterie, le Gâtinaud, le Pible, le Monjat, Fontaubier, le Massou, Labinaud, la Grande Métairie avec le Moulin de Bonnes, etc..

### Communes limitrophes
Bonnes est limitrophe de cinq autres communes, dont deux dans le département de la Dordogne.
Les communes limitrophes sont Aubeterre-sur-Dronne, Les Essards, Saint-Romain, Saint Aulaye-Puymangou, Saint Privat en Périgord, Saint-Antoine-Cumond et Saint-Privat-des-Prés.
|             | Saint-Romain                      | Aubeterre-sur-Dronne                |
| Les Essards | Bonnes                            | Saint Privat en Périgord (Dordogne) |
|             | Saint Aulaye-Puymangou (Dordogne) |                                     |

### Géologie et relief
La partie nord-ouest de la commune est occupée par les coteaux du Campanien (Crétacé supérieur), calcaire crayeux qui occupe une grande partie du Sud Charente. La partie basse de la commune, vallée de la Dronne, est occupée par des alluvions du Quaternaire, dont les plus anciennes se sont accumulées en terrasses, comme au bourg, et les plus récentes constituent la partie inondable,,.
Le relief de la commune est celui d'un plateau doucement vallonné bordé à l'est par la vallée de la Dronne. Le point culminant de la commune est à une altitude de 136 m, situé près de la limite ouest, au Breuil. Le point le plus bas est à 32 m, situé à l'extrémité sud à l'endroit où la Dronne quitte la commune. Le bourg, au bord de la Dronne, est à 47 m d'altitude.

### Hydrographie

#### Réseau hydrographique

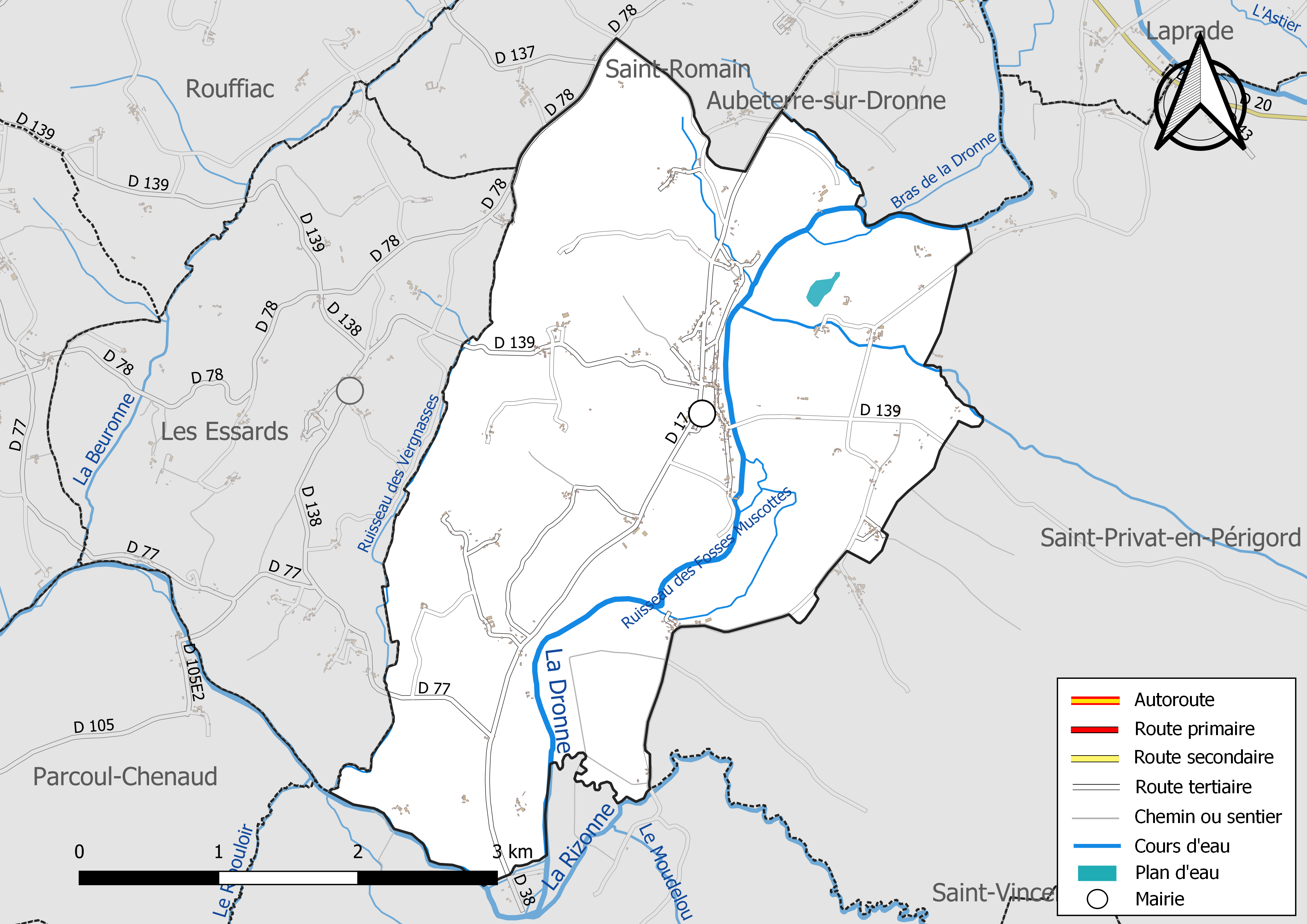
Réseaux hydrographique et routier de Bonnes.

La commune est située dans le bassin de la Dordogne au sein  du Bassin Adour-Garonne. Elle est drainée par la Dronne, trois bras de la Dronne, le ruisseau de la Fontaine de la Puissante, le ruisseau des Fosses Muscottes, le ruisseau des Vergnasses et par deux petits cours d'eau, qui constituent un réseau hydrographique de 16 km de longueur totale,.
La Dronne, d'une longueur totale de 200,56 km, prend sa source en Haute-Vienne,dans la commune de Bussière-Galant, et se jette  dans l'Isle en Gironde à Sablons, après avoir traversé 51 communes. Sa vallée est occupée par endroits par de petits étangs correspondant à d'anciennes sablières. Le bourg et la plus grande partie de la commune se trouvent sur sa rive droite.

#### Gestion des cours d'eau
Le territoire communal est couvert par le schéma d'aménagement et de gestion des eaux (SAGE) « Isle - Dronne ». Ce document de planification, dont le territoire regroupe les bassins versants de l'Isle et de la Dronne, d'une superficie de 7 500 km2, a été approuvé le 2 août 2021. La structure porteuse de l'élaboration et de la mise en œuvre est l'établissement public territorial de bassin de la Dordogne (EPIDOR). Il définit sur son territoire les objectifs généraux d’utilisation, de mise en valeur et de protection quantitative et qualitative des ressources en eau superficielle et souterraine, en respect des objectifs de qualité définis dans le troisième SDAGE  du Bassin Adour-Garonne qui couvre la période 2022-2027, approuvé le 10 mars 2022.

### Climat
Comme dans les trois quarts sud et ouest du département, le climat est océanique aquitain.

### Milieux naturels et biodiversité

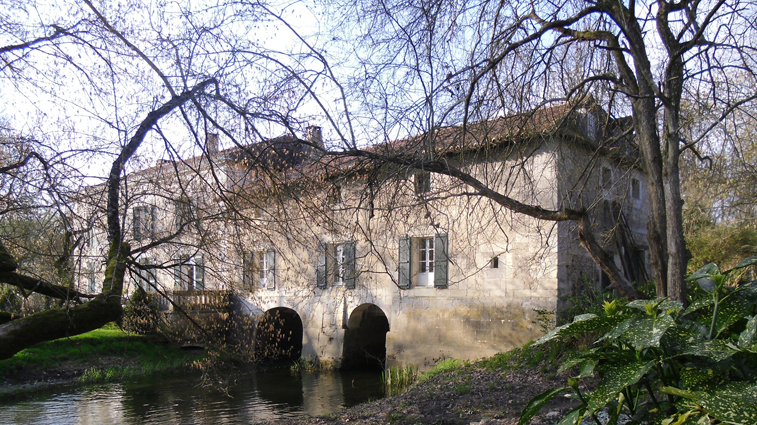
La Dronne au lieu-dit le Moulin de Bonnes.

À Bonnes, la vallée de la Dronne fait partie de la ZNIEFF de type II nommée « Vallées de la Nizonne, de la Tude et de la Dronne en Poitou-Charentes »,.
Vingt-deux espèces déterminantes d'animaux y ont été répertoriées :
- un amphibien : la Rainette verte (Hyla arborea) ;
- un crustacé, l'Écrevisse à pattes blanches (Austropotamobius pallipes) ;
- cinq insectes dont trois lépidoptères : l'Azuré de la sanguisorbe (Phengaris teleius), le Cuivré des marais (Lycaena dispar) et le Fadet des laîches (Coenonympha oedippus) et deux odonates : l'Agrion de Mercure (Coenagrion mercuriale) et la Cordulie à corps fin (Oxygastra curtisii) ;
- sept mammifères : la Loutre d'Europe (Lutra lutra) et le Vison d'Europe (Mustela lutreola), ainsi que cinq chauves-souris : le Murin à moustaches (Myotis mystacinus), l'Oreillard roux (Plecotus auritus), la Pipistrelle de Kuhl (Pipistrellus kuhlii), le Petit rhinolophe (Rhinolophus hipposideros) et la Sérotine commune (Eptesicus serotinus) ;
- quatre oiseaux : l'Alouette lulu (Lullula arborea), le Martin-pêcheur d'Europe (Alcedo atthis), le Milan noir (Milvus migrans) et le Tarier des prés (Saxicola rubetra) ;
- trois poissons : le Chabot commun (Cottus gobio), la Lamproie de Planer (Lampetra  planeri) et le Toxostome (Parachondrostoma toxostoma) ;
- un reptile : la Cistude (Emys orbicularis).

Vingt-neuf autres espèces animales (quatre mammifères et vingt-cinq oiseaux) y ont été recensées.

## Urbanisme

### Typologie
Au 1er janvier 2024, Bonnes est catégorisée commune rurale à habitat très dispersé, selon la nouvelle grille communale de densité à 7 niveaux définie par l'Insee en 2022.
Elle est située hors unité urbaine et hors attraction des villes,.

### Occupation des sols
L'occupation des sols de la commune, telle qu'elle ressort de la base de données européenne d’occupation biophysique des sols Corine Land Cover (CLC), est marquée par l'importance des territoires agricoles (95 % en 2018), une proportion sensiblement équivalente à celle de 1990 (95,1 %). La répartition détaillée en 2018 est la suivante : 
terres arables (59,6 %), prairies (17,9 %), zones agricoles hétérogènes (17,5 %), forêts (2,9 %), zones urbanisées (2,1 %). L'évolution de l’occupation des sols de la commune et de ses infrastructures peut être observée sur les différentes représentations cartographiques du territoire : la carte de Cassini (XVIIIe siècle), la carte d'état-major (1820-1866) et les cartes ou photos aériennes de l'IGN pour la période actuelle (1950 à aujourd'hui).

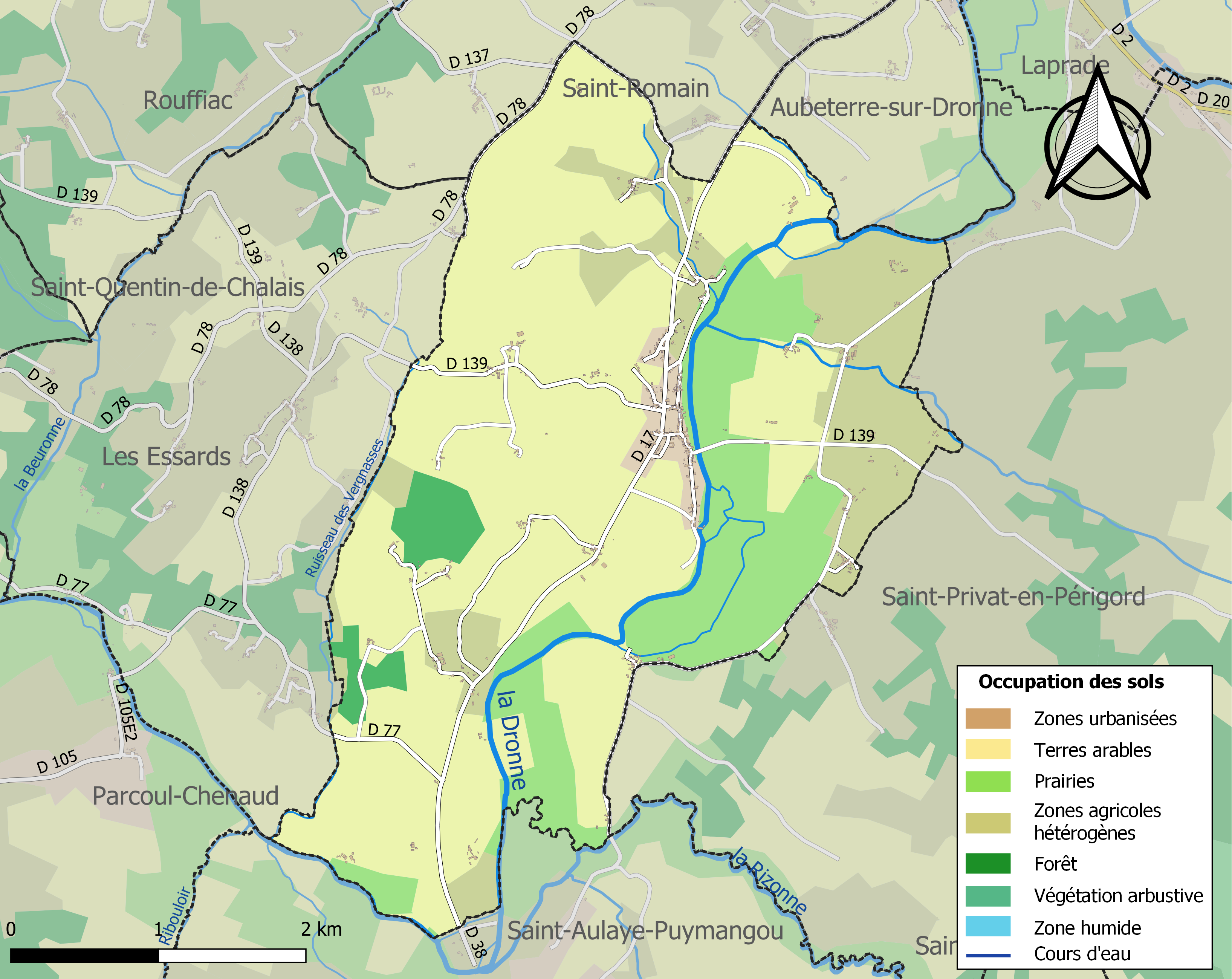
Carte des infrastructures et de l'occupation des sols de la commune en 2018 (CLC).

### Risques majeurs
Le territoire de la commune de Bonnes est vulnérable à différents aléas naturels : météorologiques (tempête, orage, neige, grand froid, canicule ou sécheresse) et séisme (sismicité faible). Un site publié par le BRGM permet d'évaluer simplement et rapidement les risques d'un bien localisé soit par son adresse soit par le numéro de sa parcelle.

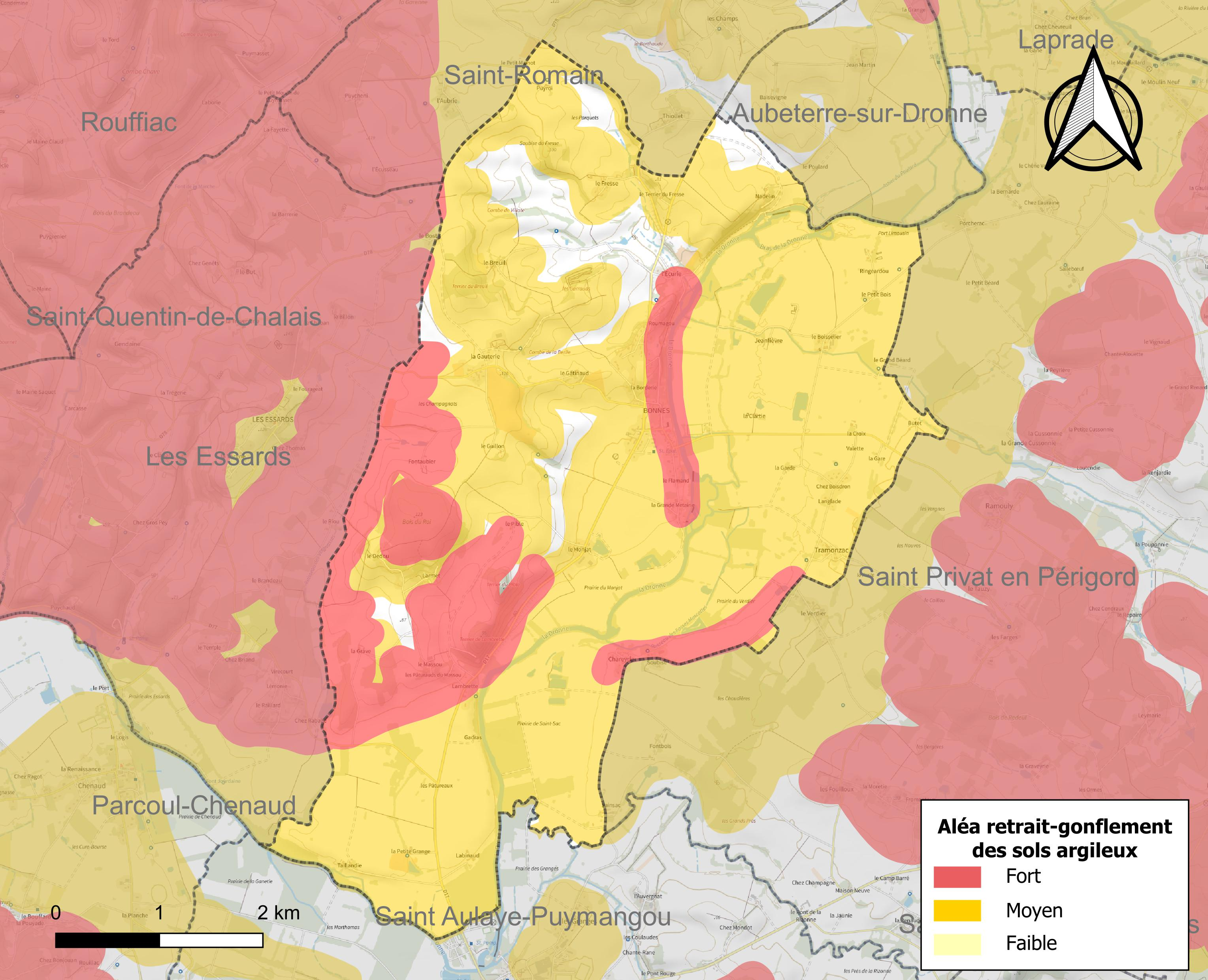
Carte des zones d'aléa retrait-gonflement des sols argileux de Bonnes.

Le retrait-gonflement des sols argileux est susceptible d'engendrer des dommages importants aux bâtiments en cas d’alternance de périodes de sécheresse et de pluie. 92,8 % de la superficie communale est en aléa moyen ou fort (67,4 % au niveau départemental et 48,5 % au niveau national). Sur les 290 bâtiments dénombrés sur la commune en 2019,  284 sont en aléa moyen ou fort, soit 98 %, à comparer aux 81 % au niveau départemental et 54 % au niveau national. Une cartographie de l'exposition du territoire national au retrait gonflement des sols argileux est disponible sur le site du BRGM,.
Par ailleurs, afin de mieux appréhender le risque d’affaissement de terrain, l'inventaire national des cavités souterraines permet de localiser celles situées sur la commune.
La commune a été reconnue en état de catastrophe naturelle au titre des dommages causés par les inondations et coulées de boue survenues en 1982, 1983, 1992 et 1999. Concernant les mouvements de terrains, la commune a été reconnue en état de catastrophe naturelle au titre des dommages causés par la sécheresse en 1990 et 2003 et par des mouvements de terrain en 1999.

## Toponymie
Une forme ancienne est de Bonas, à une date non précisée du Moyen Âge.
Bonna- est un thème de nom de lieu gaulois. D'après Jullian, bona doit signifier: "marché" ou "port sur fleuve". D'après Dauzat, bona signifierait fondation en gaulois, donc peut-être un gué ou passage sur la Dronne serait à l'origine du nom.
Bonnes est situé dans la partie occitane de la Charente qui en occupe le tiers oriental, et se nomme Bonas en dialecte limousin.

## Histoire
Au Moyen Âge, la seigneurie de Bonnes était une dépendance de celle d'Aubeterre.
Principalement aux XIIe et XIIIe siècles, Bonnes se trouvait sur une variante nord-sud de la via Turonensis, itinéraire du pèlerinage de Saint-Jacques-de-Compostelle qui passait en Charente par Nanteuil-en-Vallée, Saint-Amant-de-Boixe, Angoulême, Mouthiers, Blanzac, Puypéroux, Montmoreau et Aubeterre. Elle continuait au sud à Saint-Aulaye, en direction de Sainte-Foy-la-Grande. Une stèle a été érigée à la limite départementale en 2007 par l'Association des Amis de Saint-Jacques en Charente.
Après la mort de François d'Esparbes de Lussan, maréchal d'Aubeterre, en 1628, un procès en 1650 arbitrant la succession entre ses deux fils aînés décida que le marquisat d'Aubeterre resterait aux mains de l'aîné, et le cadet, François Bouchard d'Esparbes de Lussan, prit le titre de comte d'Aubeterre et vint résider au château de Bonnes. Comme son père, celui-ci fut un homme de guerre remarquable, entre l'Allemagne, Arras et Agen où il obtint la charge de sénéchal et gouverneur, et mourut dans son château le 28 février 1683 âgé de 75 ans. Ses descendants s'illustrèrent aussi jusqu'aux guerres du règne de Louis XV.
Dans le nord de la commune et près de la Dronne, le hameau de Nadelin était le siège d'un petit fief qui appartenait au XVIIIe siècle à la famille de La Chaise.
Au début du XXe siècle, l'industrie était représentée par une centrale électrique sur la Dronne appartenant à M. Duvignaud. La commune de Bonnes était aussi desservie par la ligne ferroviaire de Parcoul à Ribérac (gare de Bonnes - Saint-Privat).

## Administration

### Liste des maires

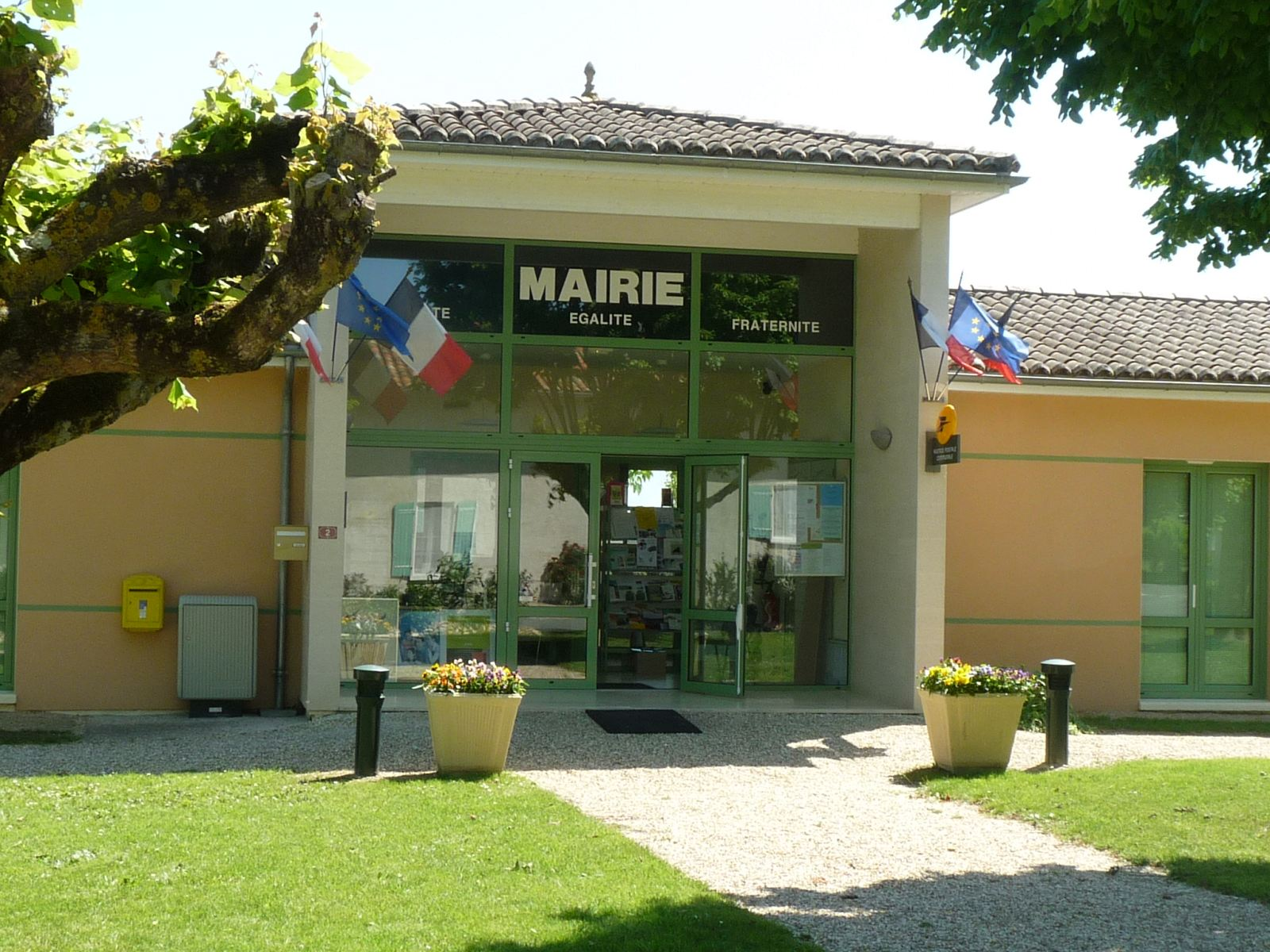
La nouvelle mairie en 2010.

| Période                                  | Période  | Identité          | Étiquette | Qualité       |
| ---------------------------------------- | -------- | ----------------- | --------- | ------------- |
| depuis 1989                              | En cours | Stéphane Béguerie | SE        | Acheteur SNPE |
| Les données manquantes sont à compléter. |          |                   |           |               |

## Démographie

### Évolution démographique
L'évolution du nombre d'habitants est connue à travers les recensements de la population effectués dans la commune depuis 1793. Pour les communes de moins de 10 000 habitants, une enquête de recensement portant sur toute la population est réalisée tous les cinq ans, les populations de référence des années intermédiaires étant quant à elles estimées par interpolation ou extrapolation. Pour la commune, le premier recensement exhaustif entrant dans le cadre du nouveau dispositif a été réalisé en 2004.

En 2022, la commune comptait 360 habitants, en évolution de −14,69 % par rapport à 2016 (Charente : −0,48 %, France hors Mayotte : +2,11 %).
| 1793 | 1800 | 1806 | 1821 | 1831  | 1841  | 1846 | 1851 | 1856 |
| ---- | ---- | ---- | ---- | ----- | ----- | ---- | ---- | ---- |
| 978  | 960  | 818  | 995  | 1 065 | 1 026 | 977  | 964  | 895  |

| 1861 | 1866 | 1872 | 1876 | 1881 | 1886 | 1891 | 1896 | 1901 |
| ---- | ---- | ---- | ---- | ---- | ---- | ---- | ---- | ---- |
| 882  | 901  | 809  | 836  | 810  | 763  | 744  | 717  | 659  |

| 1906 | 1911 | 1921 | 1926 | 1931 | 1936 | 1946 | 1954 | 1962 |
| ---- | ---- | ---- | ---- | ---- | ---- | ---- | ---- | ---- |
| 646  | 655  | 584  | 549  | 512  | 502  | 502  | 482  | 470  |

| 1968 | 1975 | 1982 | 1990 | 1999 | 2004 | 2006 | 2009 | 2014 |
| ---- | ---- | ---- | ---- | ---- | ---- | ---- | ---- | ---- |
| 448  | 449  | 362  | 341  | 333  | 346  | 344  | 368  | 400  |

| 2019 | 2022 | - | - | - | - | - | - | - |
| ---- | ---- | - | - | - | - | - | - | - |
| 375  | 360  | - | - | - | - | - | - | - |

### Pyramide des âges
La population de la commune est relativement âgée.
En 2018, le taux de personnes d'un âge inférieur à 30 ans s'élève à 17,9 %, soit en dessous de la moyenne départementale (30,2 %). À l'inverse, le taux de personnes d'âge supérieur à 60 ans est de 48,3 % la même année, alors qu'il est de 32,3 % au niveau départemental.
En 2018, la commune comptait 190 hommes pour 201 femmes, soit un taux de 51,41 % de femmes, légèrement inférieur au taux départemental (51,59 %).
Les pyramides des âges de la commune et du département s'établissent comme suit.
| Hommes | Classe d’âge | Femmes |
| ------ | ------------ | ------ |
| 0,0    | 90 ou +      | 3,1    |
| 17,6   | 75-89 ans    | 18,1   |
| 28,6   | 60-74 ans    | 29,0   |
| 23,1   | 45-59 ans    | 19,2   |
| 13,2   | 30-44 ans    | 12,4   |
| 7,1    | 15-29 ans    | 6,2    |
| 10,4   | 0-14 ans     | 11,9   |

| Hommes | Classe d’âge | Femmes |
| ------ | ------------ | ------ |
| 1      | 90 ou +      | 2,7    |
| 9,2    | 75-89 ans    | 12     |
| 20,6   | 60-74 ans    | 21,3   |
| 20,7   | 45-59 ans    | 20,3   |
| 16,8   | 30-44 ans    | 16     |
| 15,6   | 15-29 ans    | 13,4   |
| 16,1   | 0-14 ans     | 14,3   |

## Économie

### Agriculture
La viticulture occupe une petite partie de l'activité agricole. La commune est située dans les Bons Bois, dans la zone d'appellation d'origine contrôlée du cognac.

### Commerces

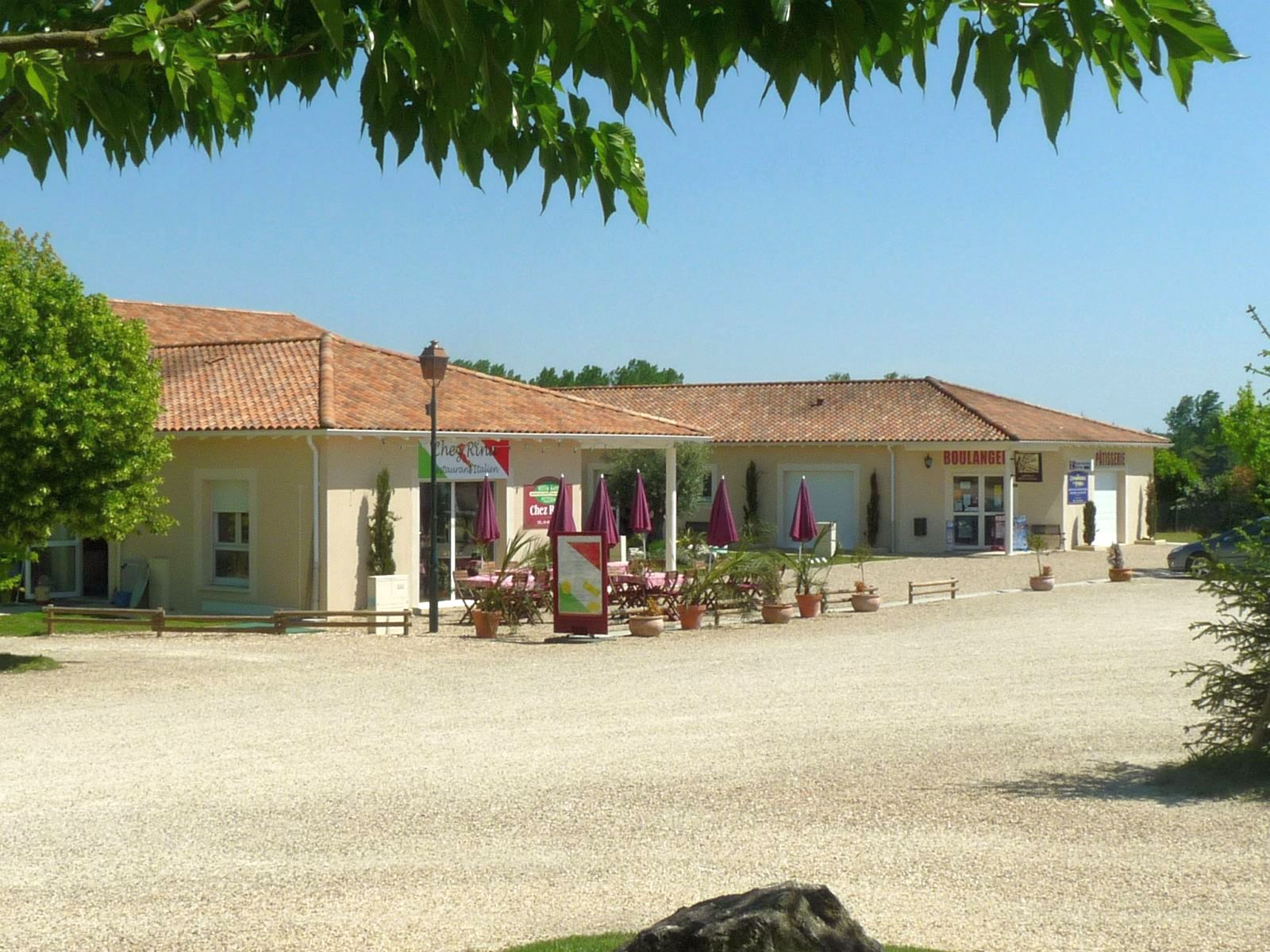
Nouveaux commerces près du centre du bourg.

## Équipements, services et vie locale

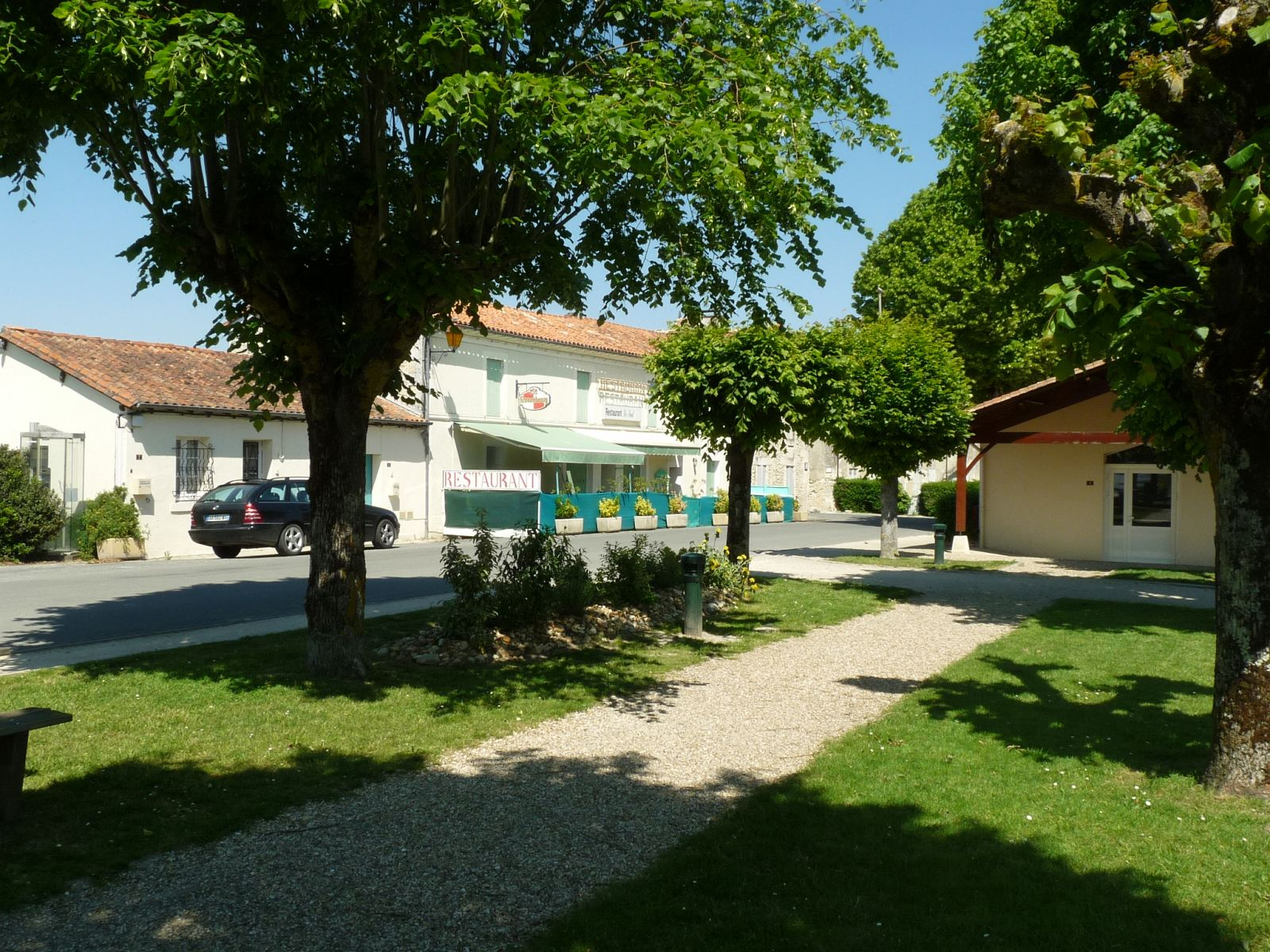
Rue principale du bourg.

### Enseignement
L'école est un RPI entre Aubeterre, Bonnes et Laprade. Aubeterre accueille l'école primaire, et Bonnes et Laprade les écoles élémentaires.

## Culture locale et patrimoine

### Lieux et monuments

#### Patrimoine religieux
L'église paroissiale Saint-Pierre puis Sainte-Radegonde a été construite au tout début du XIIIe siècle. Elle était dès la fin du XIIe siècle le siège d'une vicairie perpétuelle dépendant du chapitre cathédral de Périgueux. Au XVIe siècle ont été ajoutées deux chapelles. La cloche du XVIe siècle a été réparée en 1892. Des aménagements intérieurs ont eu lieu au XVIIe siècle puis au XIXe siècle dont la construction de la sacristie en 1896. Elle a été inscrite monument historique le 4 décembre 1995.

L'église Sainte-Radegonde
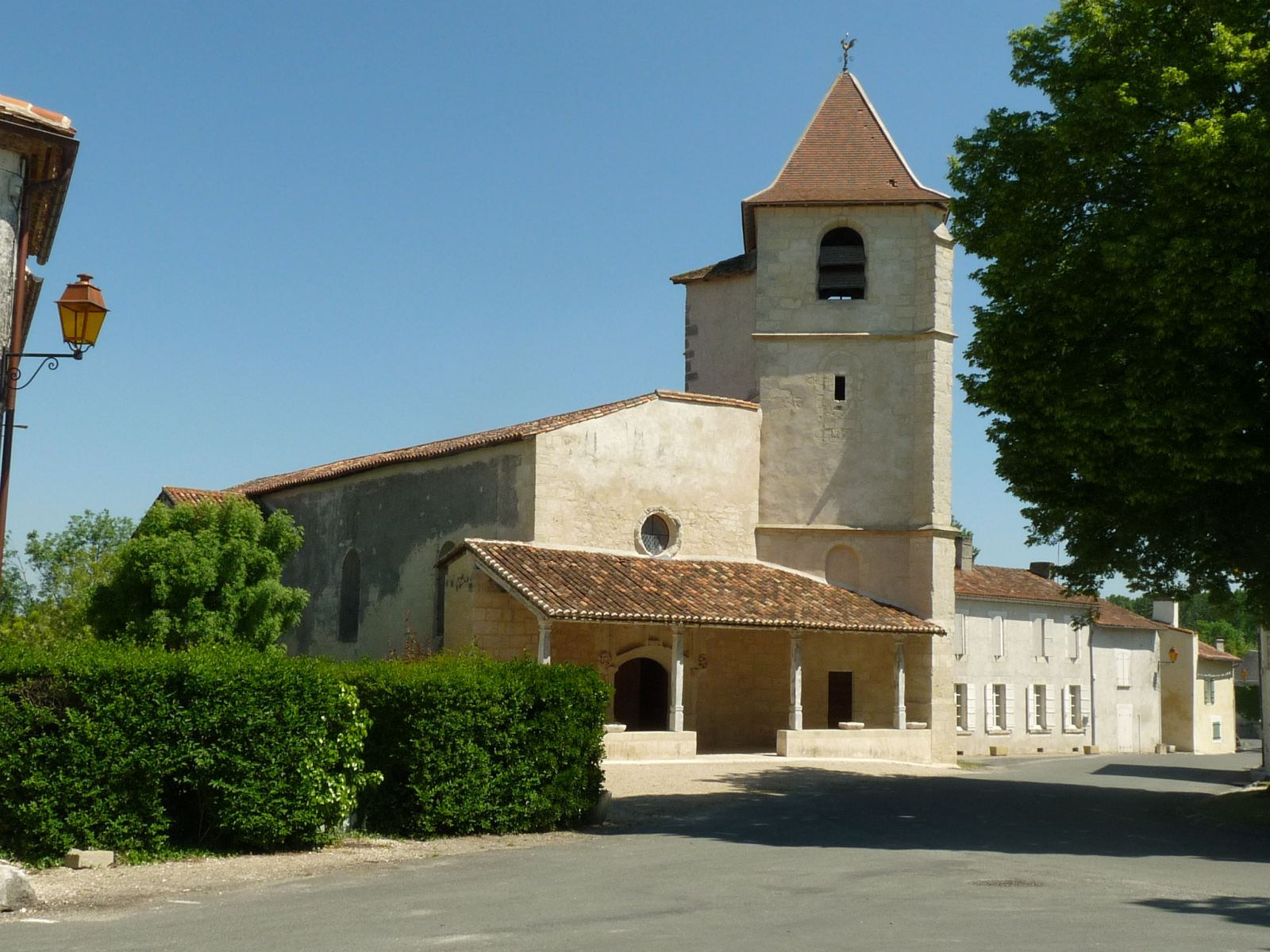
L'église vue de la place.
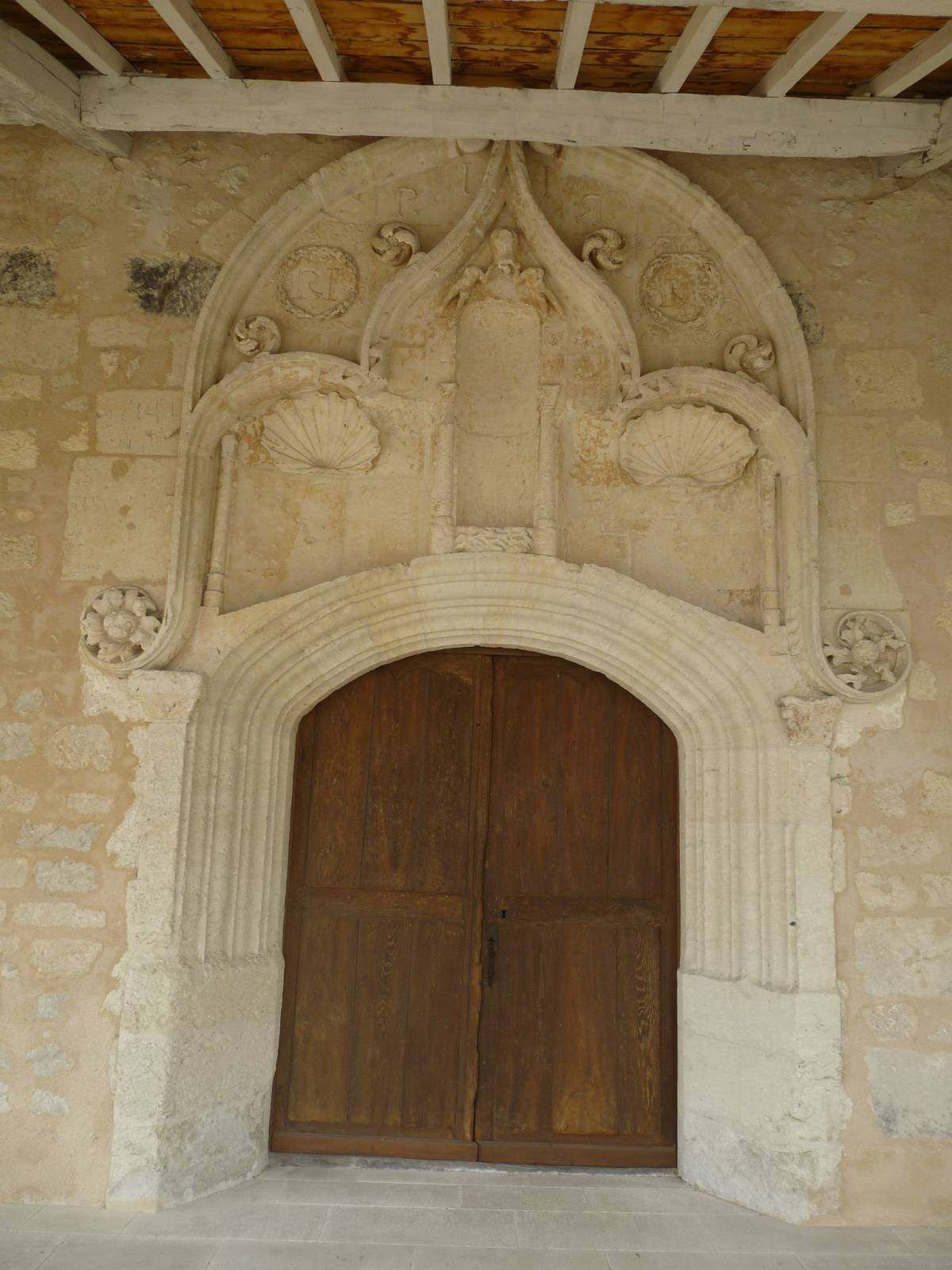
Le portail sculpté, sous le porche

#### Patrimoine civil

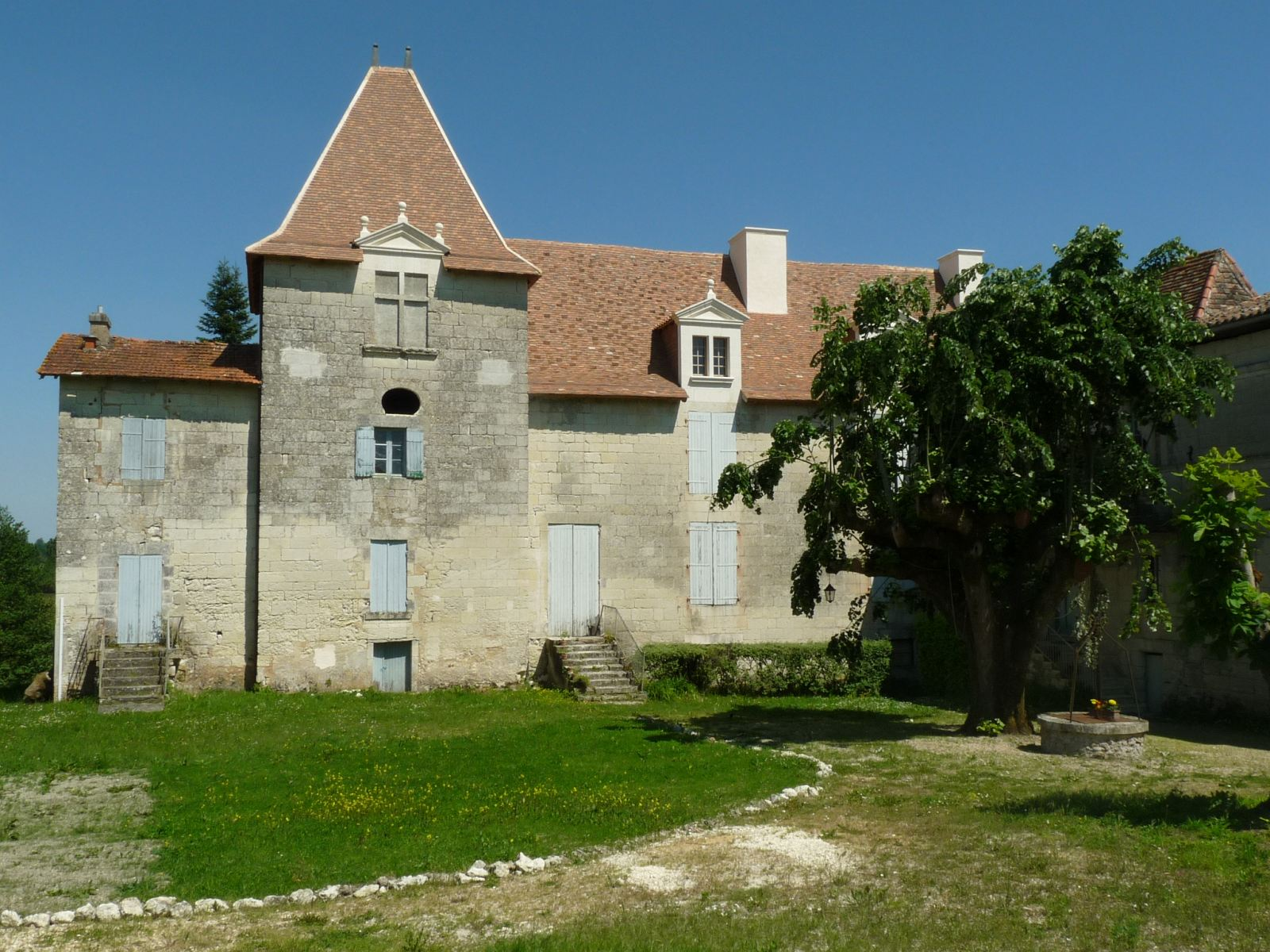
Le château.

Le château de Bonnes  possède une aile datant du début du XVIe siècle un pavillon quadrangulaire à couverture en pyramide et une aile construite au  XVIIe siècle. Une autre aile et une tour ont disparu. Il est inscrit monument historique en 1974 puis 1995,.
Le moulin de Bonnes est un ancien moulin situé le long de la Dronne, au sud du bourg.

### Personnalités liées à la commune
- Jean Émile Lanauve (1849-1923), homme politique né à Bonnes,
- Gabriel Hervé (1868-1942), peintre français né à Bonnes.

### Héraldique
| Blason | Blasonnement : Parti : au I écartelé, aux 1er et 4e d'argent à une fasce de gueules accompagnée de trois merlettes de sable, posées 2 et 1, au 2e de gueules à trois léopards d'or posés l'un sur l'autre, au 3e losangé d'or et d'azur à un chef de gueules, au II d'azur à trois tours d'argent crénelées et maçonnées de sable, posées 2 et 1. |